# Hyangga
Le hyangga (향가?, 鄕歌?) sono poesie coreane scritte in caratteri cinesi e hyangchal sotto il Silla unificato e il primo periodo Goryeo. All'epoca moderna ne sono giunte venticinque: 14 datate VI-IX secolo, trascritte nel Samguk yusa, e 11 risalenti al X secolo raccolte dal monaco Gyunyeo.

## Caratteristiche
Scritte in hanja seguendo il sistema di trascrizione hyangchal, si ritiene che le prime hyangga risalgano al periodo Goryeo e adottino uno stile di scrittura nato precedentemente ma ormai in declino. Nel tardo IX secolo, il primo ministro della regina Jinseong di Silla, Wihong, e il monaco Taegu Hwasang avevano realizzato una raccolta di hyangga intitolata Samdaemok, che tuttavia andò perduta.
Le hyangga superstiti, in numero di venticinque, sono state registrate nel Samguk yusa (14) e nel Gyunyeojeon di Gyunyeo (11). Diciotto di esse hanno temi buddisti, mentre un altro argomento dominante è la morte, trattandosi di eulogie a monaci, guerrieri e parenti defunti.

### Struttura
La struttura delle hyangga non è chiara. Hyŏngnyŏn Chŏng, biografo di Gyunyeo, ha fornito l'unico riferimento contemporaneo, commentando che "la loro poesia è scritta in cinese in righe pentasillabiche ed eptasillabiche, [mentre] le nostre canzoni sono scritte in vernacolare in tre gu e sei myeong". Cosa intendesse con "tre gu e sei myeong" rimane un mistero; Peter H. Lee lo interpreta come "strofe di tre versi lunghe sei frasi ciascuna", mentre Alexander Vovin ne dà una traduzione più letterale con "tre strofe, sei nomi".
Facendo seguito agli studi condotti dal linguista Shinpei Ogura negli anni Venti, le hyangga superstiti sono state tradizionalmente classificate in tre categorie: quartina singola usata nelle canzoni popolari; due quartine; oppure dieci versi in due quartine e un distico conclusivo, la forma di hyangga più sviluppata. Questa classificazione è stata messa in discussione dagli accademici coreani a partire dagli anni Ottanta, e una nuova ipotesi proposta da Kim Sung-kyu nel 2016 ha suggerito che le forme di hyangga fossero soltanto due: quartina singola oppure due terzine. Kim considera i due versi consecutivi nella forma in dieci versi come un verso lungo con cesura, e il cosiddetto distico "conclusivo" delle hyangga in dieci versi come ritornello per ciascuna delle strofe, formando così due terzine che condividono le righe finali. Kim sostiene inoltre che le hyangga a otto righe siano tali solo perché una riga è andata persa durante la trasmissione da una generazione all'altra.
Le due ipotesi sono così illustrate usando il componimento Je mangmae ga, scritto per il funerale della sorella dell'autore:
Lettura in dieci versi
| 1  | 生死路隱             |
| 2  | 此矣有阿米次肹伊遣   |
| 3  | 吾隱去內如辭叱都     |
| 4  | 毛如云遣去內尼叱古   |
| 5  | 於內秋察早隱風未     |
| 6  | 此矣彼矣浮良落尸葉如 |
| 7  | 一等隱枝良出古       |
| 8  | 去奴隱處毛冬乎丁     |
| 9  | 阿也 彌陀刹良逢乎吾  |
| 10 | 道修良待是古如       |

| 1  | Il sentiero della vita e della morte              |
| 2  | ti faceva tanta paura quand'era qui               |
| 3  | da partire e non riuscire a dire                  |
| 4  | neanche le parole "io vado"?                      |
| 5  | Come foglie che fluttuano e cadono di qua e di là |
| 6  | ai primi venti acerbi dell'autunno,               |
| 7  | derivando da un ramo                              |
| 8  | senza sapere dove andiamo.                        |
| 9  | Ah, aprirai la strada e aspetterai                |
| 10 | me, per incontrarci nella terra pura.             |

Lettura in sei versi
| 1 | 生死路隱此矣有阿米次肹伊遣           |
| 2 | 吾隱去內如辭叱都毛如云遣去內尼叱古   |
| 3 | 阿也彌陀刹良逢乎吾道修良待是古如     |
| 4 | 於內秋察早隱風未此矣彼矣浮良落尸葉如 |
| 5 | 一等隱枝良出古去奴隱處毛冬乎丁       |
| 6 | 阿也彌陀刹良逢乎吾道修良待是古如     |

| 1 | Il sentiero della vita e della morte ti faceva tanta paura quand'era qui              |
| 2 | da partire e non riuscire a dire neanche le parole "io vado"?                         |
| 3 | Ah, aprirai la strada e aspetterai me, per incontrarci nella terra pura.              |
| 4 | Come foglie che fluttuano e cadono di qua e di là ai primi venti acerbi dell'autunno, |
| 5 | derivando da un ramo, senza sapere dove andiamo.                                      |
| 6 | Ah, aprirai la strada e aspetterai me, per incontrarci nella terra pura.              |

## Lista
| Titolo traslitterato  | Italiano                                    | Autore                 | Data        | Righe | Libro     |
| --------------------- | ------------------------------------------- | ---------------------- | ----------- | ----- | --------- |
| Hyeseong ga           | Canzone di una cometa                       | Mastro Yungcheon       | ca. 594     | 10    | 2:228     |
| Seodong yo            | Canto di Seodong                            | Mu di Baekje           | ca. 600     | 4     | 2:98      |
| Pung yo               | Ode a Yangji                                | anonimo                | ca. 635     | 4     | 4:187–188 |
| Won wangsaeng ga      | Preghiera a Amitāyus / Ode alla vita eterna | Gwangdeok o sua moglie | ca. 661–681 | 10    | 5:220     |
| Mo Jukjilang ga       | Ode al cavaliere Jukji                      | Deugo                  | ca. 692–702 | 8     | 2:76–78   |
| Heonhwa ga            | Dedicazione del fiore                       | un mandriano anziano   | ca. 702–737 | 4     | 2:79      |
| Won ga                | Rimpianto                                   | Sinchung               | ca. 737     | 8     | 5:232–233 |
| Chan Gipalang ga      | Ode al cavaliere Gipa                       | Mastro Chungdam        | ca. 742–765 | 10    | 2:80–81   |
| Dosol ga              | Canto del paradiso Tuṣita                   | Mastro Weolmyeong      | ca. 760     | 4     | 5:222     |
| Je mangmae ga         | Requiem per una sorella morta               | Mastro Weolmyeong      | ca. 762–765 | 10    | 2:79–80   |
| Do Cheonsu Gwaneum ga | Inno all'osservatore saggio dai mille occhi | Huimyeong              | ca. 762–765 | 10    | 3:158–159 |
| Anmin ga              | L'arte di governare                         | Mastro Chungdam        | ca. 765     | 10    | 2:79–80   |
| Ujeog ga              | Incontrare i banditi                        | Mastro Yeonghae        | ca. 785–798 | 10    | 5:235     |
| Cheoyong ga           | Canto di Cheoyong                           | Cheoyong               | ca. 879     | 8     | 2:88–89   |

| Titolo traslitterato  | Italiano                                        |
| --------------------- | ----------------------------------------------- |
| Yekyeong Jebul ga     | Venerazione dei Buddha                          |
| Chingchan Yorae ga    | In lode aTathagata/Buddha                       |
| Gwangsu Gongyang ga   | Offerte abbondanti a Buddha                     |
| Chamhoe Opjang ga     | Pentimento dei peccati e punizione              |
| Suhui Kongdeok ga     | Rallegratevi delle ricompense della virtù       |
| Cheongjeon Beopyun ga | La ruota girevole della legge                   |
| Cheongbul Juse ga     | Supplica alla venuta del Buddha                 |
| Sangsun Bulhak ga     | Fedele osservanza degli insegnamenti del Buddha |
| Hangsun Jungsaeng ga  | Armonia costante con le altre creature          |
| Bogae Hoehyang ga     | Salvezza di tutti gli esseri viventi            |
| Chonggyeol Mujin ga   | La conclusione eterna                           |